# Движение несотрудничества
Движение несотрудничества (хинди असहयोग आंदोलन) — эпизод борьбы за независимость Индии.

## Идеи М. К. Ганди
Мохандас Карамчанда Ганди искал индийский путь ко всеобщему благу. Он отождествлял его с индусским путём, но видел его через призму демократических ценностей. Критикуя западную демократию, он исходил из идеалов той же демократии. Высказываясь против капитализма («индийский Рокфеллер не лучше всякого иного») он в то же время выступал с требованиями, прямо направленными на развитие крупного национального капитала. Противоречивость высказываний и поступков Ганди неоднократно отмечалась как современниками, так и позднейшими исследователями.
Идеалом государственности по Ганди была «просвещённая анархия», главным являлось самоуправление, когда «каждый становится своим собственным правителем». Так как любое государство основывается на насилии, оно должно исчезнуть. Основной враг человека, согласно Ганди — это централизация. Будущая Индия, по его мнению, должна была стать федерацией сельских общин, но в этих общинах должен был обеспечиваться суверенитет личности. Так как полностью ненасильственное государство пока недостижимо, в качестве ближайшей цели ставилась задача создать «государство, опирающееся преимущественно на ненасилие». В экономической и социальной сфере предлагалась система «опеки»: капиталисты опекают рабочих, помещики опекают крестьян. Они обязаны заботиться о трудящихся, за что им полагаются комиссионные, а те должны добросовестно трудиться. Ганди считал, что Индии не нужна крупная промышленность, экономика должна основываться на мелком производстве крестьян и ремесленников.

## 1915—1919
12 января 1915 года Ганди прибыл в Бомбей из Южно-Африканского Союза. В течение 1915—1919 годов Ганди провёл в разных частях Индии пять кампаний по поводу конкретных проявлений произвола со стороны английских плантаторов и английских промышленников. Все они заканчивались хотя бы относительным успехом. Это подняло его авторитет в массах и среди националистически мыслящей общественности, а также показало фабрикантам, что вносимая Ганди организованность в рабочее движение может избавить их от больших неприятностей.
Брожение в различных провинциях выливалось в уличные беспорядки и акты терроризма. Британские власти прибегли к привычным для них маневрированию в сочетании с репрессиями. В 1917 году была назначена комиссия во главе с судьёй Роулеттом, которой поручили разработать меры по пресечению антиправительственной деятельности, а в июле 1918 года был опубликован доклад государственного секретаря по делами Индии и Бирмы Э. С. Монтегю и вице-короля Челмсфорда, в котором содержался проект реформ, расширявших участие индийцев в управлении страной. 18 марта 1919 года по рекомендации комиссии Роулетта были приняты два закона, которые предоставляли властям чрезвычайные полномочия: возможность установления контроля над прессой, право осуждать политических преступников одним судьёй без присяжных, право задерживать людей по одному только подозрению в преступных замыслах. Принятие этих законов вызвало взрыв массового возмущения, по всей стране начались демонстрации, закрытия лавок, прекращение деловой активности. Это заставило Индийский национальный конгресс пойти на резкое обострение отношений с колониальным режимом и принятие гандистских методов борьбы.

## Бойня в Амритсаре

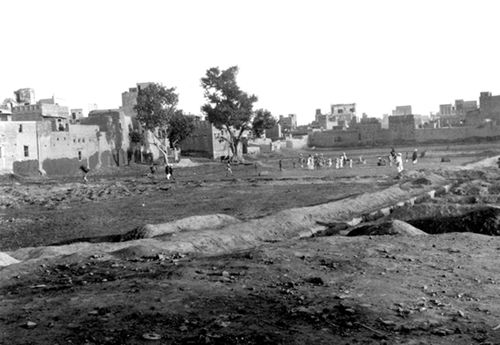
Площадь Джаллианвалабагх в 1919 году

Национальный конгресс объявил о проведении всеиндийского хартала (закрытия лавок и прекращения деловой активности) 30 марта 1919 года, затем он был перенесён на 6 апреля. В хартале участвовало более 30 городов, особенно сильные волнения произошли в Ахмадабаде и Лахоре. В Амритсаре были убиты четверо англичан, избита на улице английская миссионерка, сожжено несколько банков и правительственных учреждений. В ответ в Пенджабе было введено военное положение. Комендантом Амритсара был назначен генерал Дайер, объявивший о введении комендантского часа и о запрете всех митингов и демонстраций.
13 апреля в Пенджабе отмечается день рождения основателя сикхизма гуру Нанака. Всё ещё взбудораженный после восстания Амритсар наполнился пришедшими на праздник жителями соседних городов и деревень. Вопреки запрету, на площади Джаллианвалабагх состоялся многолюдный митинг (15-20 тысяч человек). Генерал Дайер, узнав о нём, решил преподать индийцам жестокий урок. Во главе отряда из 90 человек, с двумя броневиками он отправился на площадь. 40 солдат были расставлены на постах по дороге, а броневики застряли в узких улочках, так что на площадь генерал явился с 50 солдатами. Они выстроились в шеренгу и открыли огонь без предупреждения, стреляя пока не кончились патроны. Впоследствии выяснилось, что были убиты 379 человек и 1208 ранены.
Строжайшая цензура привела к тому, что масштабы трагедии стали известны в остальной Индии только через четыре месяца, однако слухи просачивались, и возмущение было всеобщим. Рабиндранат Тагор в знак протеста отказался от рыцарского звания, пожалованного ему в 1915 году; Санкаран Наир подал в отставку с поста министра в Исполнительном совете при вице-короле; Мадан Мохан Малавия и Мазхар-ул-Хак вышли из Центрального Законодательного совета. «Амритсарская бойня» привела к резкой радикализации лидеров Конгресса, чьи надежды на мирные договорённости с властями были серьёзно подорваны.

## Движение несотрудничества
В декабре 1919 года Индийский национальный конгресс собрался в Амритсаре. Этот город был намечен для следующего заседания Конгресса ещё годом ранее, но после «Амритсарской бойни» съезд приобрёл символическое значение. Было принято несколько резолюций, осуждавших лиц, конкретно виновных в трагедии.
Ещё до съезда Ганди выступил с программой полного бойкота англичан и их власти. Программа предусматривала:
1. Отказ индийцев от титулов и званий, полученных от англичан
2. Бойкот выборов в законодательные собрания
3. Бойкот судов, правительственных учреждений и английских учебных заведений
4. Отказ от одежды европейского образца
5. Поощрение ручного ткачества и ручного прядения
6. Отказ от уплаты налогов

Каждый последующий пункт рассматривался как более высокая степень бойкота; считалось что отказ от уплаты налога должен вызвать полную капитуляцию правительства (хотя на само деле более 50 % доходов казны составляли не прямые, а косвенные налоги). Официально ещё не приняв эту программу, Конгресс начал претворять её в жизнь.
Ещё в 1919 году в Индии было образовано Движение в поддержку халифата. Индийский национальный конгресс принял решение поддержать халифатистов. По всей стране создавались Халифатские комитеты, которые возглавляли мусульмане — члены и Конгресса, и Мусульманской лиги, что привело к практическому слиянию гандистского движения ненасильственного сопротивления и мусульманского халифатистского движения.

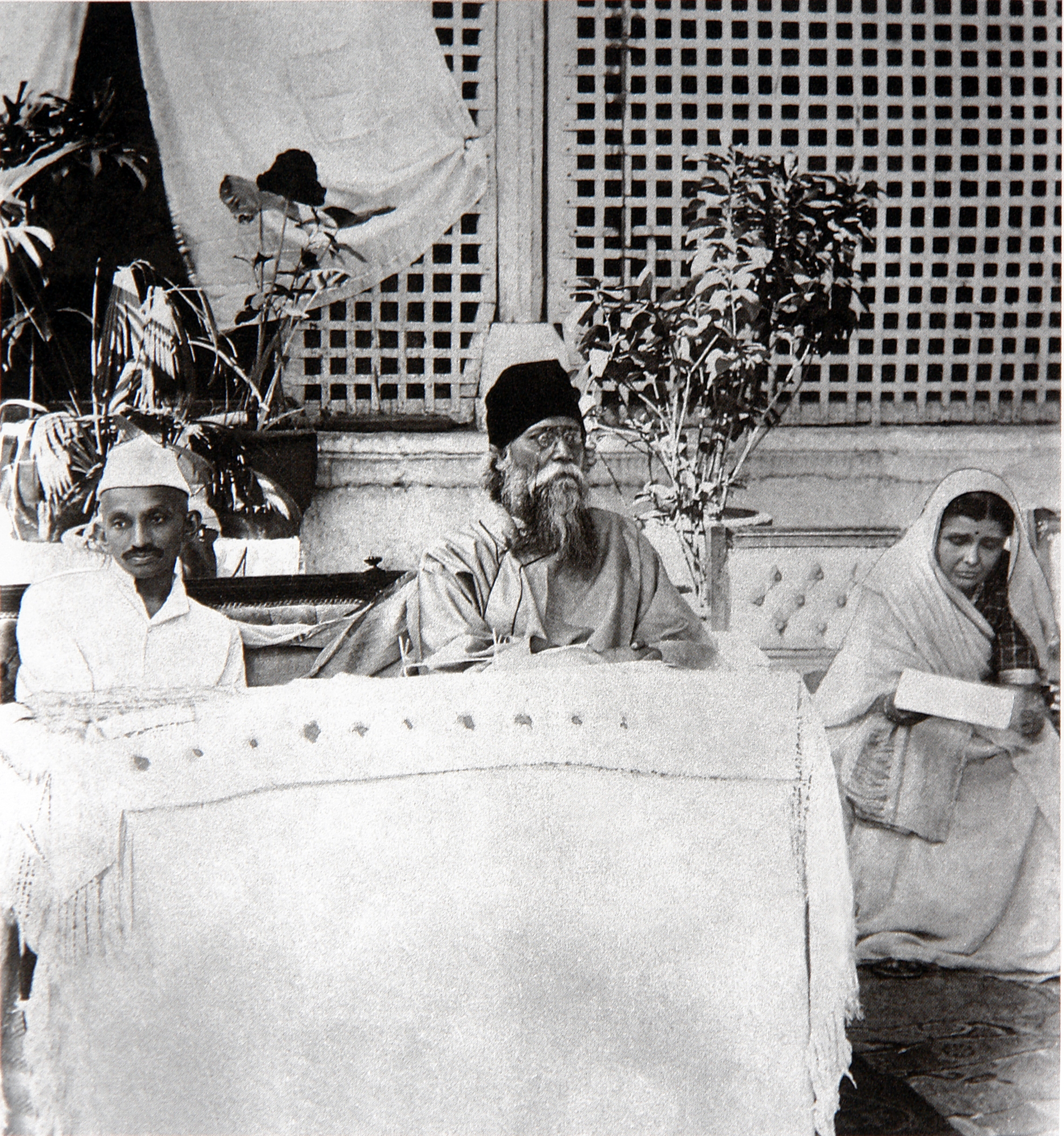
Ганди и Рабиндранат Тагор в 1920 году

Начало акции несотрудничества было назначено на 1 августа 1920 года, когда должен был состояться всеобщий хартал. В этот день умер Бал Гангадхар Тилак, по всей стране состоялись грандиозные демонстрации. В сентябре Конгресс был вынужден собраться на чрезвычайную сессию в Калькутте. Программа Ганди была одобрена и стала выполняться (лидер мусульман Мухаммад Али Джинна, отрицательно относившийся как к халифатистскому движению, так и к гандистской компании, сразу после съезда вышел из ИНК). Ганди выдвинул лозунг «Независимость в течение года!».
Средства на кампанию поступали из «Тилак сварадж фонда» и «Халифатистского фонда», которые пополнялись добровольными взносами и поборами с более или менее состоятельных людей (например, на Ганге с каждой лодки, перевозившей продовольствие, торговцы должны были платить в фонд определённую сумму).
На сессии в Нагпуре в декабре 1920 года программа несотрудничества была разработана более детально. Целью движения стало «достижение свараджа внутри Империи, если возможно, и вне её, если необходимо». Был принят новый устав, наконец-то превращавший Конгресс в массовую политическую партию. Территориально партия строилась не по британским провинциям (которые, по всеобщему признанию, были совершенно искусственными), а по «конгрессистским провинциям», примерно соответствовавшим расселению основных народов Индии.
Движение развёртывалось как массовое нарушение запретов властных органов. Английские ткани торжественно сжигались на площадях. Магазины, которые продолжали торговать английскими товарами, пикетировались. Чиновники-индийцы подавали заявления об отставке. Отряды «волонтёров» пытались без применения силы пройти туда, куда их не пускала полиция, избивая и арестовывая. Тюрьмы были переполнены, но движение не прекращалось.
Заметным эпизодом явился бойкот визита в Индию принца Уэльского (будущего короля Эдуарда VIII): он высадился в Бомбее 17 ноября 1921 года, встреченный бурными демонстрациями протеста. Демонстрации 17-21 ноября прошли по всей стране, в них приняли участие все видные деятели Конгресса и Халифатистского комитета. В ходе этих демонстраций было арестовано свыше 2 тысяч человек, в том числе Мотилал Неру, Джавахарлал Неру, Шаукат Али, Мухаммад Али, Ганеш Шанкар Видьярти, Лала Ладжпат Рай и многие другие.

## Завершение
Ганди ещё в конце 1921 года писал о том, что народ оказался неготовым к гражданскому неповиновению, и кампанию надо прекратить, но Конгресс тогда не согласился с ним. Лидеры Конгресса считали, что победа близка, нужно только утроить усилия. 27 декабря на сессии Конгресса в Ахмадабаде было решено предоставить Ганди чрезвычайные полномочия по руководству движением. 1 февраля 1922 года Ганди направил вице-королю Ридингу ультиматум, требуя освободить политических заключённых и отменить контроль над прессой, в противном случае он угрожал начать кампанию неплатежа налогов. Казалось, что решающая схватка приближается.
Однако 4 февраля 1922 года в деревне Чаури-Чаура участники мирного митинга, проводившегося в рамках кампании несотрудничества, были обстреляны полицией. Возмущённая толпа заперла полицейских в здании и сожгла их. Погиб 21 полицейский вместе с офицером. Ганди расценил этот инцидент как показатель того, что массы не созрели для ненасильственных действий, и решил прекратить кампанию. 11-12 февраля он созвал срочное заседание рабочего комитета ИНК в Бардоли и настоял на принятии решения о прекращении борьбы.
Подавляющее большинство участников движения, в том числе его руководителей, были возмущены поступком Ганди и деморализованы. Они считали, что он предал движение в тот момент, когда оно приобрело наибольший размах и вскоре должно было победить. Англичане, воспользовавшись моментом, 10 марта арестовали Ганди и осудили его за подстрекательство к антиправительственным действиям на 6 лет тюрьмы. Из тюрьмы Ганди продолжал настаивать на тактике бойкота, но его уже не так беспрекословно слушались. В Конгрессе возникла группа сторонников перемен, выступавших за участие в выборах в Законодательное собрание. Когда большинство Конгресса их не поддержало, они основали собственную Конгресс-халифатистскую партию свараджа. Выйдя в 1924 году из тюрьмы Ганди, после переговоров с лидерами свараджистов, отменил программу несотрудничества.